# 司馬朏
司马朏（5世纪—524年），河内郡温县（今河南省焦作市温县）人，出自三祖司马氏琅琊房，北魏官员。

## 生平
司马朏娶魏宣武帝元恪的妹妹华阳公主，拜驸马都尉，特除员外散骑常侍，加镇远将军。永平元年（508年），悬瓠城民白早生等杀司马朏的父亲司马悦，据城投降南梁。司马朏投奔豫州百姓刘侯仁，白早生等人重金悬赏司马朏，又严刑拷打刘侯仁，刘侯仁始终也没有泄露司马朏的情况，司马朏最终免去灾祸。之后司马朏承袭了渔阳县子的爵位。正光五年（524年），华阳公主去世。一个多月后，司马朏也去世了，朝廷赠予左将军、沧州刺史。

## 家庭

### 父亲
- 司马悦，北魏征虏将军、豫州刺史、渔阳庄子

### 兄弟姐妹
- 司马彦，北魏使持节、车骑大将军、仪同三司、利州刺史、平阳县开国子
- 司马显明，嫁北魏宣威将军、定州抚军府长史高雅
- 司马显姿，魏宣武帝第一贵嫔夫人
- 司马裔，北周使持节、大将军、开府仪同三司、西宁州刺史、琅邪定公

### 夫人
- 华阳公主，魏孝文帝元宏之女

### 儿子
- 司马庆云，东魏都水使者、渔阳县子